# Полесский
Полесский (бел. Палескі) — агрогородок в Лунинецком районе Брестской области Беларуси. Входит в состав Лунинского сельсовета. Население — 1000 человек (2019).

## География
Полесский находится в 11 км к северо-западу от города Лунинец. Западнее посёлка находится агрогородок Лунин, восточнее — агрогородок Вулька-1. Местность принадлежит к бассейну Днепра, южнее села имеется сеть мелиоративных каналов на торфяных болотах со стоком в реку Бобрик. Севернее Полесского расположен обширный лесной массив, на части которого образован биологический заказник «Лунинский». К северу и югу от села проходят два шоссе, соответственно магистраль М10 (Кобрин — Гомель) и шоссе Р8 (Пинск — Лунинец). На южной окраине Полесского также располагается ж/д платформа Хвоецкое на линии Брест — Гомель.

## История
Исторически и вплоть до 1964 года поселение носило имя Кристиново. Впервые упомянуто в XV веке, входило в состав Лунинского поместья. В конце XVI века поместье перешло к князю Николаю Друцкому-Любецкому и вплоть до Первой мировой войны на протяжении более 300 лет принадлежало представителям рода Друцких-Любецких
После второго раздела Речи Посполитой (1793) Кристиново в составе Российской империи, входило в состав Пинского уезда Минской губернии.
В годы Первой мировой войны усадьба Друцких-Любецких в Лунине была полностью уничтожена. После войны Франтишек Друцкий-Любецкий перенёс свою резиденцию в Кристиново, где построил небольшой деревянный усадебный дом (не сохранился).
Согласно Рижскому мирному договору (1921) Кристиново вошло в состав межвоенной Польши, принадлежало Лунинецкому повяту Полесского воеводства. С 1939 года — в БССР.
Последний владелец имения Франтишек Друцкий-Любецкий погиб в 1944 году в ходе Варшавского восстания. В 1964 году Кристиново было переименовано в посёлок Полесский.

## Культура
- Музей ГУО "Полесская средняя школа"

## Достопримечательности
- Здание бывшей бани, ул. Трудовая, 3г. Баня бывшей усадьбы Друцких-Любецких «Кристиново»[5]. Единственное сохранившееся здание бывшей усадьбы. Кирпичное строение построено, по одним данным, в 1905 году[6], по другим — в 1880-е годы[7]. Включена в Государственный список историко-культурных ценностей Республики Беларусь[7] —  Историко-культурная ценность Республики Беларусь, шифр 113Г000468. Сейчас здание используется как протестантский храм.
- Кладбищенская часовня (конец XX века).

### Утраченное наследие
- Усадебный дом

## Галерея

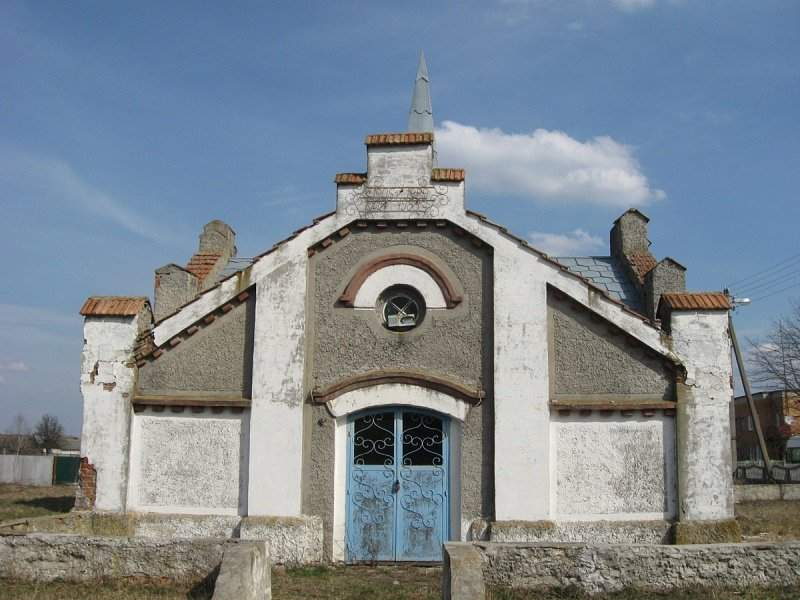
Виноку́рня
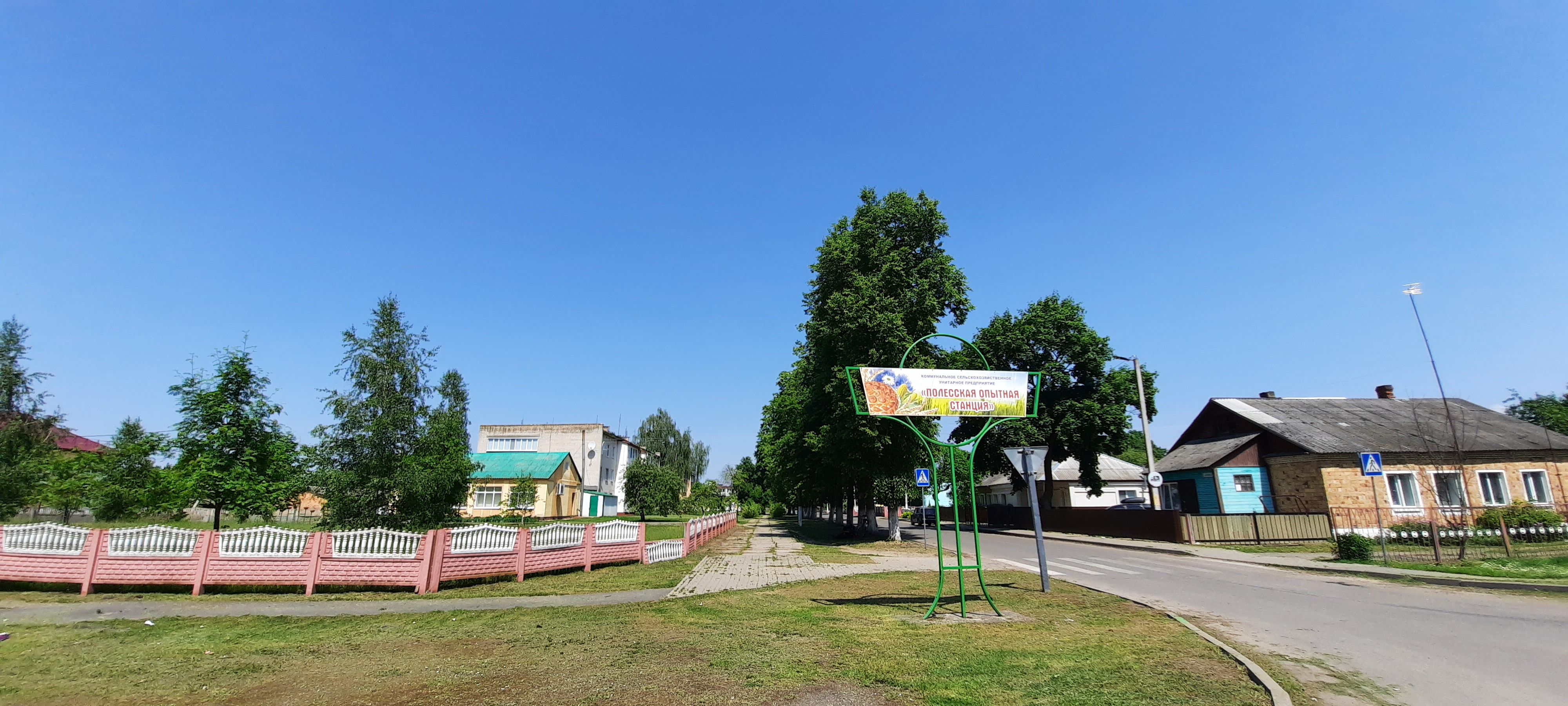
Панорама
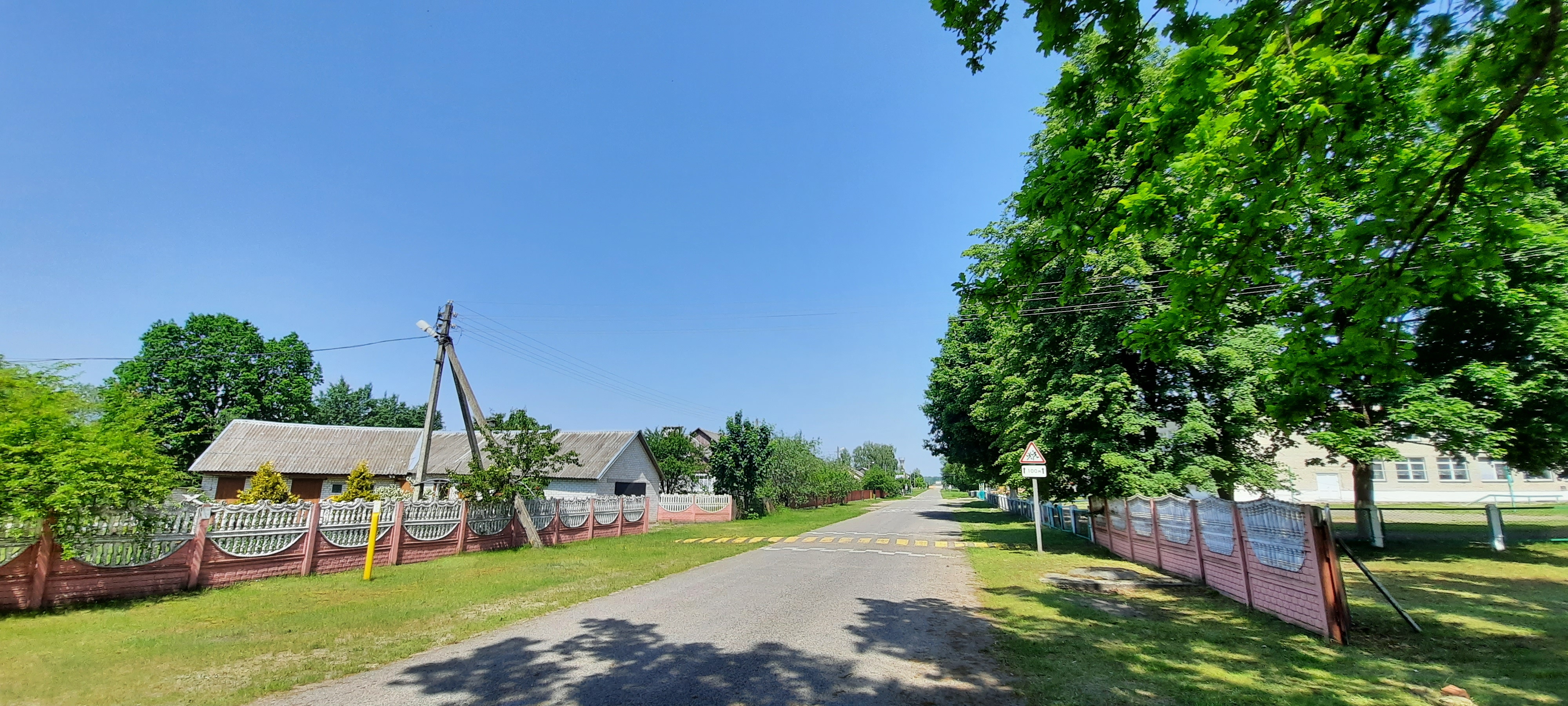
Панорама (1)